# Movimiento Democrático de los Pueblos
El Movimiento Democrático de los Pueblos (MDP) fue un partido político chileno de izquierda creado en 2007. Fue formado por los militantes del Movimiento de Izquierda Revolucionaria, el Bloque por el Socialismo y militantes de izquierda independiente.

## Declaración de principios
Según la declaración de principios, el partido fue creado "como la unión entre hombres y mujeres que trabajaran con empeño para lograr trasformaciones políticas, sociales y económicas en el país para desarrollar las capacidades y cualidades de todos los habitantes del país. Esto tiene como resultado la igualdad de derechos en un marco de justicia social que satisfaga las necesidades de todos los habitantes".
También afirma construir una alternativa de izquierda a los gobiernos neoliberales sean estos de la derecha o de la Concertación.

## Historia
El Movimiento de Izquierda Revolucionaria de Chile anunció el 18 de marzo de 2007, la creación de un partido político para llegar al gobierno. El MIR fue crítico del llamado que hizo el Partido Comunista de Chile de llamar a votar por la candidata presidencial de la Concertación Michelle Bachelet. El partido nació como una herramienta electoral de MIR y alternativa de izquierda al duopolio político. El 16 de enero de 2008, el partido inició los trámites para inscribirse ante el Servicio Electoral de Chile (Servel) para ser reconocido legalmente como partido político. En 2009, el Servel rechazó la solicitud de inscripción del MDP porque el derecho de inscripción fue caducado el 17 de abril de dicho año.